# Eduard Vogel von Falckenstein
Eduard Ernst Friedrich Hannibal Vogel von Fal(c)kenstein (5. januar 1797 i Breslau – 6. april 1885 på Schloss Dolzig i Landkreis Sorau (Lausitz), Brandenburg) var en preussisk general, far til Maximilian Vogel von Falckenstein.

## Karriere
Han var søn af Hannibal Vogel von Falckenstein (1750-1808).
Vogel von Falckenstein blev officer i det preussiske jægerkorps 1813 og udmærkede sig under Napoleonskrigene 1814 i slaget ved Montmirail, hvor han modtog Jernkorset. Forfremmet til major (1841) kæmpede han under Martsrevolutionen mod de revolutionære i Berlins gader 1848, hvor han blev såret.

### Deltagelse i de tyske samlingskrige
Under Treårskrigen kæmpede han i Holsten mod Danmark, blev chef for en bataljon og blev 1850 generalstabschef ved 3. Armékorps. 1851 blev Vogel von Falckenstein forfremmet til oberst og 1855 til generalmajor og chef for 2. Garde-Infanteribrigade. Fra 1856 til 1858 var han direktør for Militærøkonomidepartementet. 1858 opnåede han rang af generalløjtnant og overtog først 5. Division, dernæst 2. Garde-Infanteridivision.
Under krigen mod Danmark 1864 var Vogel von Falckenstein fra december 1863 kommanderende general og stabschef hos general Friedrich von Wrangel og chef for den forenede generalstab for de preussiske og østrig-ungarske tropper. 30. april blev han udnævnt til guvernør i Nørrejylland, hvor han førte en meget hård kommando. Den 22. april havde han modtaget ordenen Pour le Mérite.
Efter fredsslutningen blev Vogel von Falckenstein chef for 7. Armékorps og 1865 general. Han besatte under Den preussisk-østrigske krig 1866 Hannover og tvang efter kampen ved Langensalza den 29. juni den hannoveranske hær til overgivelse, hvorefter han fik kommandoen over Main-hæren (1. Armékorps) mod sydtyskerne, som han besejrede gentagne gange. 16. juli marcherede han ind i Frankfurt am Main. Uenighed med det store hovedkvarter bevirkede, at han måtte afgive kommandoen til general Edwin von Manteuffel og i stedet blev generalguvernør i Bøhmen.
1868 blev Vogel von Falckenstein forsat til aktiv officerstjeneste, og i sommeren 1870 – under Den fransk-preussiske krig – ansattes han som generalguvernør i de tyske kystlande (med hovedkvarter i Hannover), hvis forsvar (kystmilits) han organiserede. 1873 fik han sin afsked. For sine fortjenester modtog han en betragtelig dotation.
I 1889 blev Infanteriregiment nr. 56 (7. Westfalske) i Wesel omdøbt til Infanteriregiment "Vogel von Falckenstein" til hans ære.

## Politiker
1867 blev Vogel von Falckenstein valgt til Det nordtyske forbunds Rigsdag i valgkredsen Königsberg og havde i denne egenskab fra 1868 også sæde i Toldparlamentet.

## Familie
Vogel von Falckenstein ægtede den 9. april 1829 i Treuenbrietzen (Brandenburg) Luise Gärtner (21. januar 1813 i Berlin – 24. august 1892 på Gut Dolzig). Deres ældste søn Maximilian Vogel von Falckenstein blev også preussisk general af infanteriet.